# Fouta
En Fouta er et oprindeligt tunesisk tøj og håndklæde, som traditionelt bliver brugt i badehuse i Nordafrika. I dag anvendes fouta også som strandtæpper, duge og sofaplaider.